# Церква Святого Дмитра (Охрид)
Црква Святого великомученика Дмитра Мироточивого — храм Македонської православної церкви, що розташований у старій частині міста Охрид, неподалік від Горна Порта, при виході з подвір'я церкви св. Богородиці Перивлепти з лівого боку, поруч із Галереєю ікон. Храм зараховують до числа менших охридських церков, побудованих і розписаних у 14 столітті. Про спорудження цього однонавного храму з тригранною вівтарною апсидою не збереглося історичних даних. Фресковий розпис поділено на три зони і є роботою невідомого художника з високими художніми якостями. Також для цієї церкви характерний «Великий Змієвий хрест», який походить із XVII століття.

## Галерея

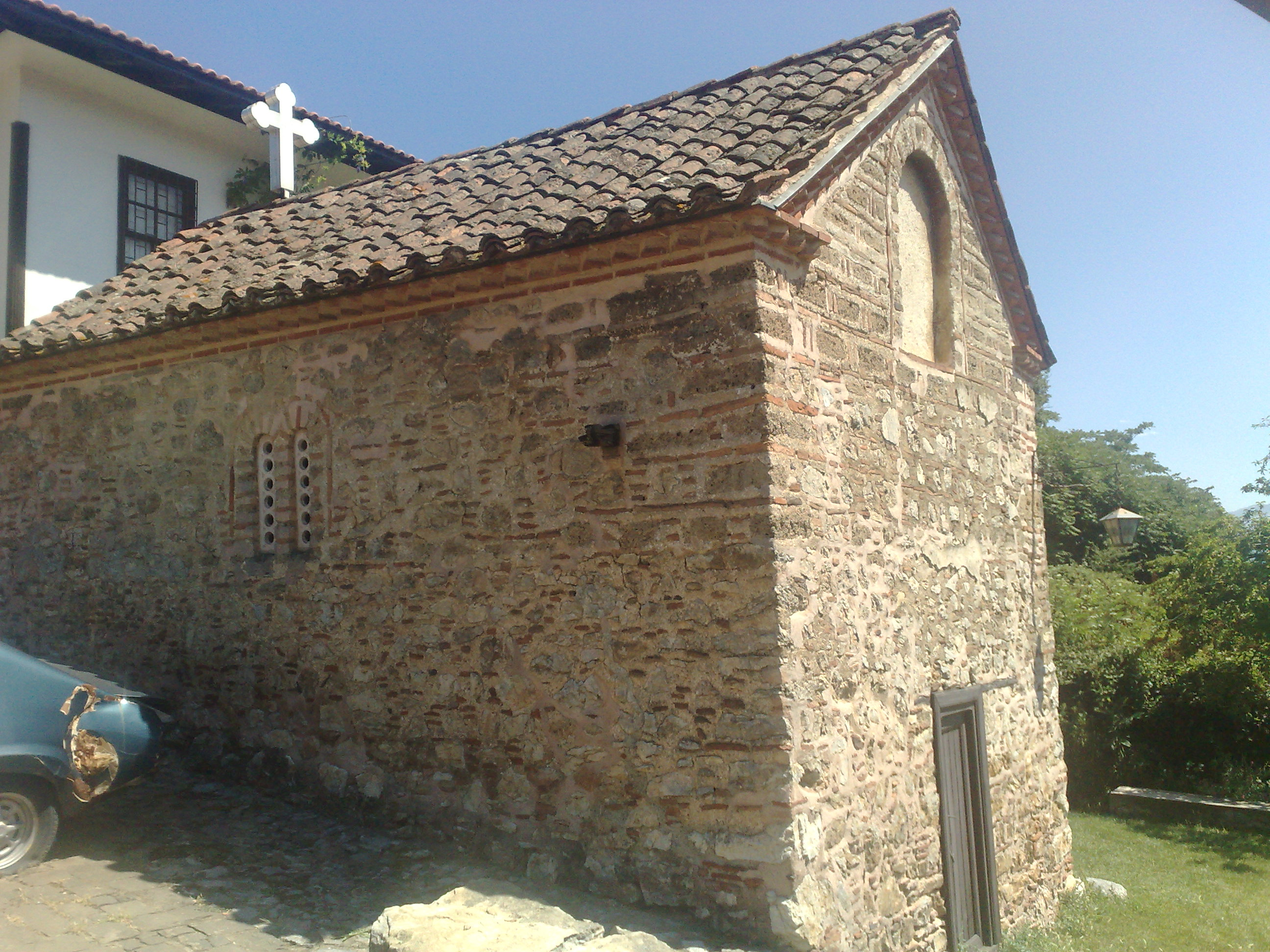
Вид на церкву з північного заходу
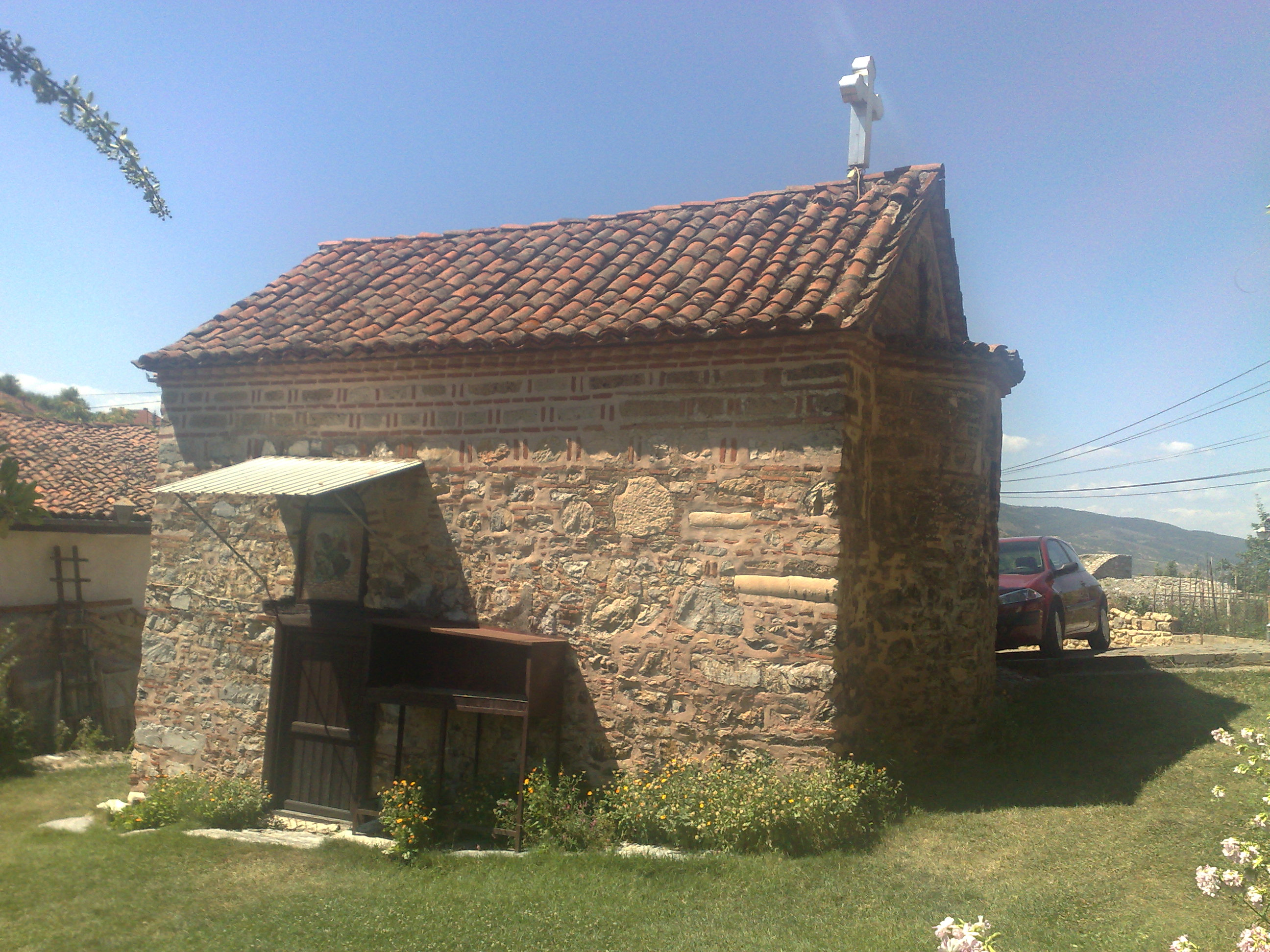
Вид на церкву з південного боку
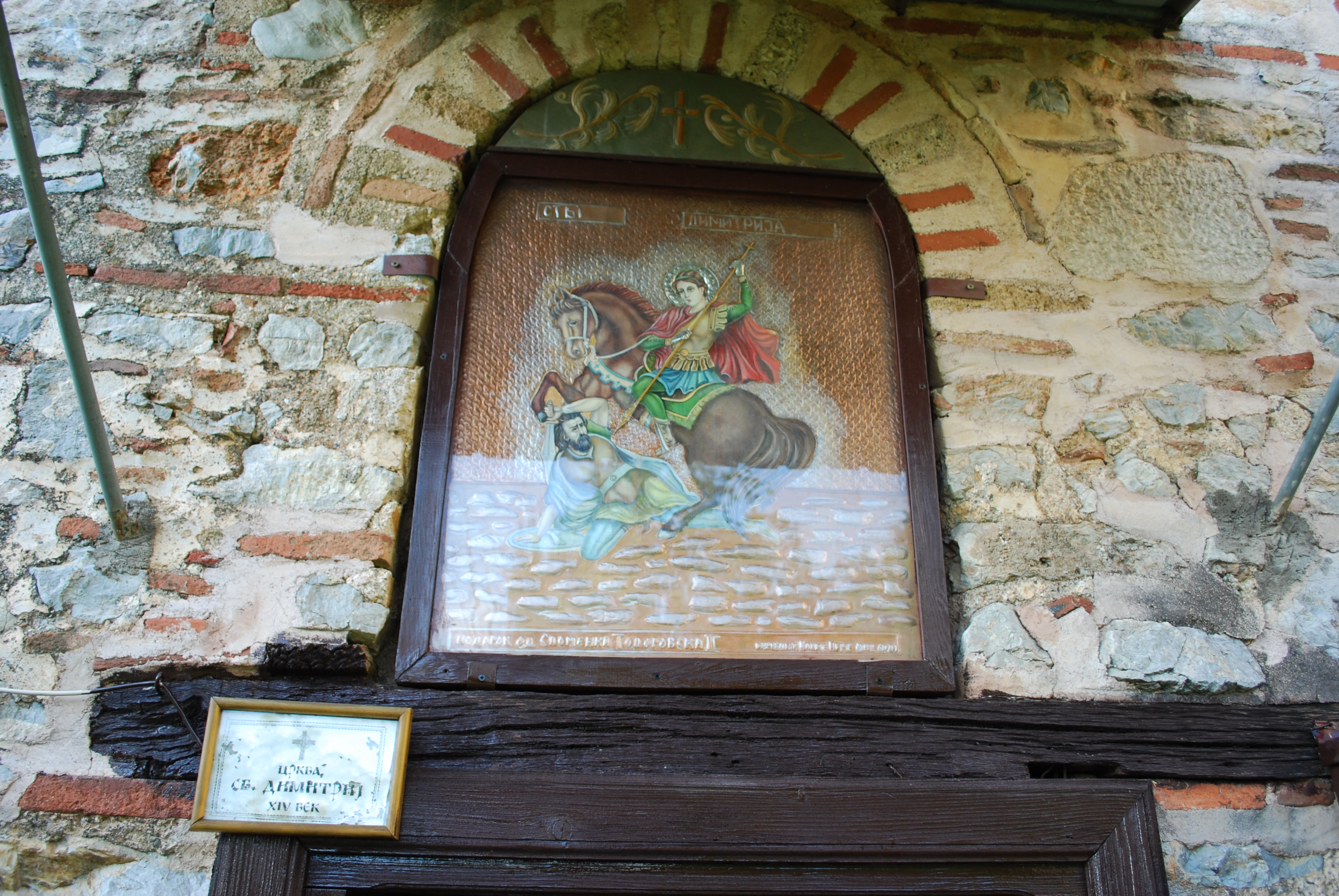
Значок покровителя над вхідними дверима